# Бабак Владислав Миколайович
Владисла́в Микола́йович Баба́к (1999—2024) — український військовослужбовець, головний сержант 59 ОМПБр, повний кавалер ордена «За мужність».

## Життєпис
Народився 25 листопада 1999 в селі Новоселівка Гайсинської громади Вінницької області.
Долучився до лав ЗСУ 2018 року.
Його тітка Ярмуратій (Кучевська) Анна також служила в 59 ОМПБр. Загинула 17 липня 2022 в Миколаєві.
Загинув 12 лютого 2024 неподалік населеного пункту Первомайське на Донеччині, зазнавши травм, несумісних з життям.
Залишилися мати, батько, два брати та трирічний син Данилко. Похований 14 лютого 2024 на кладовищі у с. Новоселівка.